# Iridomyrmex hartmeyeri
Iridomyrmex  es una especie de hormiga del género Iridomyrmex, subfamilia Dolichoderinae. Fue descrita científicamente por Forel en 1907.
Se distribuye por Australia. Se ha encontrado a elevaciones de hasta 516 metros. Vive en microhábitats como forrajes, debajo de piedras y rocas.